# Schwesterwitz

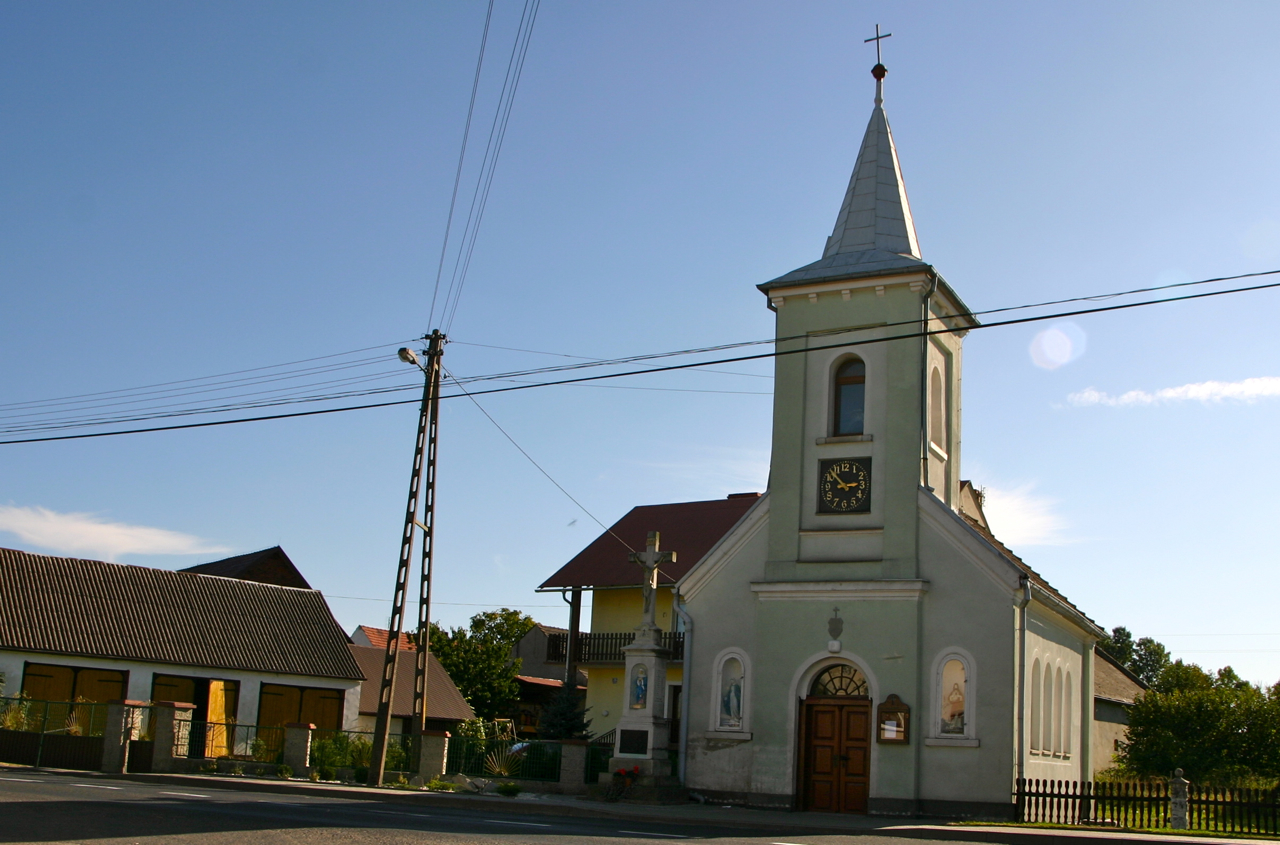
Kapelle und Gefallenendenkmal

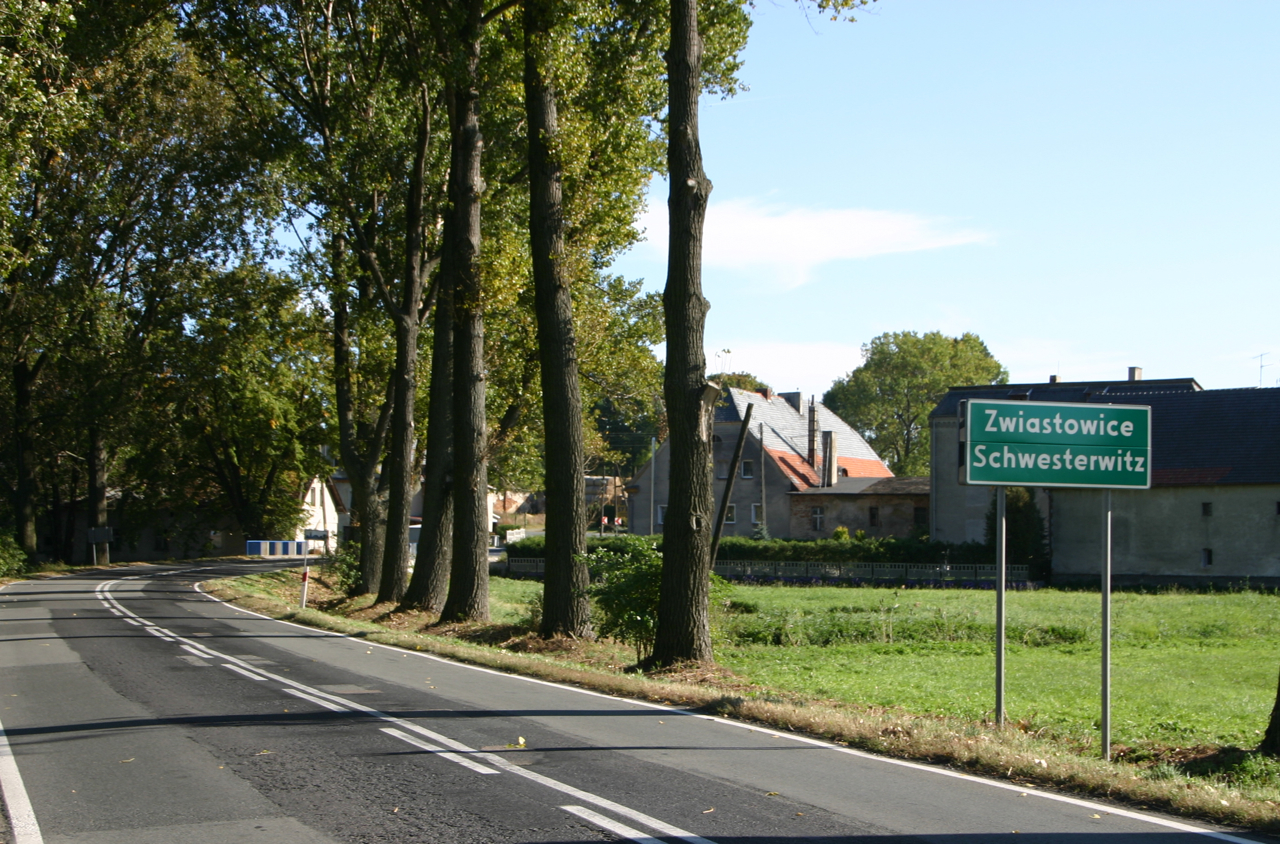
Ortseingang mit Ortstafel

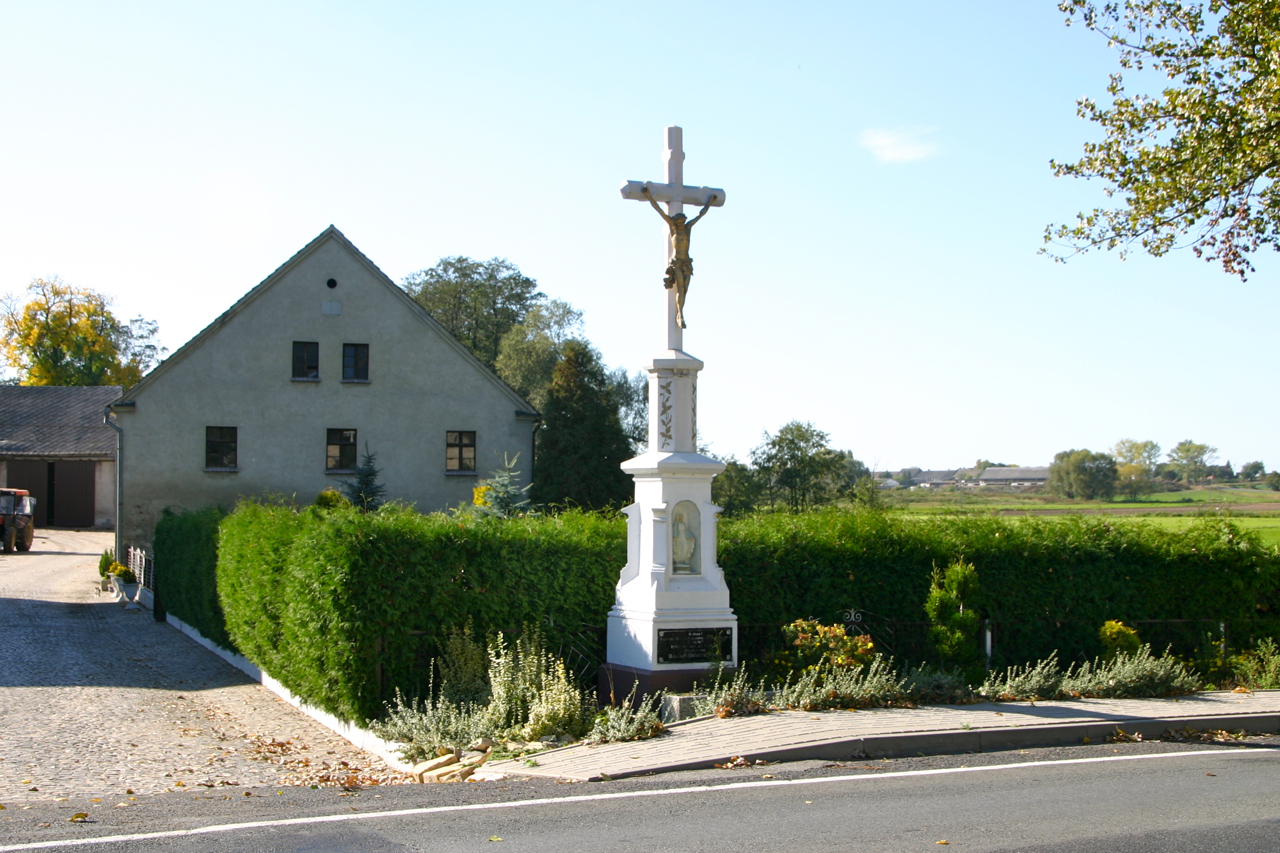
Wegekreuz

Schwesterwitz (polnisch Zwiastowice, auch Siostrowice) ist ein Ort in der Stadt- und Landgemeinde Oberglogau (Głogówek) im Powiat Prudnicki der Woiwodschaft Opole in Polen.

## Geographie
Das Straßendorf Schwesterwitz liegt acht Kilometer östlich von Oberglogau, 28 Kilometer östlich von Prudnik (Neustadt O.S.) und 37 Kilometer südlich von Opole (Oppeln) in der Nizina Śląska (Schlesische Tiefebene). Durch den Ort fließt der Straduna-Bach.
Ortsteil von Schwesterwitz ist der Weiler Mikulsko (Gut Schweterwitz).
Nachbarorte von Schwesterwitz sind im Westen Friedersdorf (Biedrzychowice), im Nordwesten Rosnochau (Rozkochów), im Nordosten Twardawa, im Süden das Gut Schwesterwitz und Trawniki (Trawnig).

## Geschichte
„Zuestoua“ wurde am 8. September 1223 erstmals urkundlich in einem im Kloster Leubus verfassten Dokument erwähnt. In diesem Dokument bestimmte der Breslauer Bischof Lorenz auf die Bitte des Leubuser Abtes Günther den Kirchensprengel der Marienkirche zu Kasimir, dem Schwesterwitz zugeordnet wurde. 1571 folgte eine urkundliche Erwähnung als „Schwesterwitz“.
Nach dem Ersten Schlesischen Krieg fiel Schwesterwitz 1742 mit dem größten Teil Schlesiens an Preußen.
Bis zur Säkularisation in Preußen 1810 gehörte Schwesterwitz den Leubuser Zisterziensern. Nach der Neugliederung der Provinz Schlesien gehörte die Landgemeinde Schwesterwitz ab 1816 zum Landkreis Neustadt O.S., mit dem sie bis 1945 verbunden blieb. Für das Jahr 1818 sind in Schwesterwitz belegt: ein Vorwerk, zwölf Bauern, 19 Gärtner, vier Häusler und eine Wassermühle. 1830 legte der Besitzer der Domäne Schwesterwitz, Graf Harrach zu Rosnochau, ein neues Vorwerk an, das als „Oberhof“ bezeichnet wurde. 1838 wurde eine katholische Schule errichtet und 1839 eine Windmühle in Betrieb genommen. 1845 bestanden in Ort eine katholische Kapelle, eine katholische Schule, ein Vorwerk, eine Wassermühle, ein Kretscham, eine Schmiede, ein Torfstich, eine Windmühle und 43 Häuser. Die Einwohnerzahl lag bei 388, allesamt katholisch. 1865 zählte Schwesterwitz zwölf Bauern, 21 Gärtner und 10 Häusler. In der katholischen Schule wurden 59 Schüler unterrichtet. 1874 wurde der Amtsbezirk Friedersdorf gebildet, dem die Landgemeinden Friedersdorf und Schwesterwitz und die Gutsbezirke Friedersdorf und Schwesterwitz eingegliedert wurden. Erster Amtsvorsteher war der Wirtschaftsinspektor Albert Kny in Schwesterwitz.
Bei der Volksabstimmung in Oberschlesien am 20. März 1921 stimmten 219 Wahlberechtigte für einen Verbleib bei Deutschland und 62 für die Zugehörigkeit zu Polen. Schwesterwitz verblieb beim Deutschen Reich. 1933 lebten im Ort 452 Einwohner. 1939 hatte der Ort 449 Einwohner.
Als Folge des Zweiten Weltkriegs fiel Schwesternwitz 1945 an Polen, wurde in Zwiastowice umbenannt und der Woiwodschaft Schlesien angeschlossen. 1950 wurde es der Woiwodschaft Opole eingegliedert, seit 1999 gehört es zum Powiat Prudnicki. Am 22. April 2009 wurde in der Gemeinde Oberglogau Deutsch als zweite Amtssprache eingeführt. Am 1. Dezember 2009 erhielt der Ort zusätzlich den amtlichen deutschen Ortsnamen Schwesterwitz.

## Sehenswürdigkeiten
- Kapelle der Heiligen Jungfrau Maria, erbaut 1853 mit Barockaltar[10]
- Wegkapelle aus dem Jahr 1857
- Gefallenendenkmal aus dem Jahr 1929
- Wegkreuze
- Gebäude des Dominikalguts aus dem Jahr 1829

### Ausgrabungsfund
- 1908 entdeckte Gutsbesitzer Marx ein 10 cm langes dicknackiges Feuersteinbeil nordischen Typs mit gelblich-brauner Farbe aus der Steinzeit.[11]

## Persönlichkeiten

### Söhne und Töchter des Ortes
- Paulfranz Grzimek (1859–1912), deutscher Rechtsanwalt und Notar, Justizrat zu Neiße, Vater von Bernhard Grzimek

### Persönlichkeiten, die vor Ort wirkten
- Der Zoologe Bernhard Grzimek aus Neisse verbrachte, wie er selbst in den Büchern Auf den Mensch gekommen und Mein Leben[12] schrieb, in seiner Kindheit die Ferien mit seinen Geschwistern oft auf dem 50 Kilometer östlich von Neisse gelegenen Gut Schwesterwitz. Dieses war im Besitz seiner Familie und wurde zu einem Landsitz umgebaut und war für ihn und seine fünf Geschwister ein besonderer Ort. Die Familie war mehr als 100 Jahre auf dem Gut ansässig. Nach einer Zoodirektorenkonferenz in Prag im Jahr 1971 mit seiner späteren Ehefrau Erika und Anfang der 80er Jahre im Rahmen einer Familienreise besuchte Bernhard Grzimek Schwesterwitz und suchte die Gräber seiner Eltern und Vorfahren auf dem Friedhof in Twardawa auf.[13]